# Elatostema apoense
Elatostema apoense är en nässelväxtart som beskrevs av Adolph Daniel Edward Elmer. Elatostema apoense ingår i släktet Elatostema och familjen nässelväxter. Inga underarter finns listade i Catalogue of Life.